# Chiverosee
Der Chiverosee (früher Lake Mcllwaine) ist eine Stausee in Simbabwe.

## Beschreibung
Der See liegt etwa 35 km südwestlich von Harare und zwei Kilometer östlich von Norton. Er staut den Hunyani. Sein Einzugsgebiet misst 2220 km² und beinhaltet neben dem Großteil Harares auch die Städte Chitungwiza, Epworth und Ruwa. Es leben schätzungsweise 2,4 Millionen Menschen darin.
Der See wurde 1952 fertiggestellt und dient der Trinkwasserversorgung von Harare. Er hat ein Volumen von 247 Millionen Kubikmetern.
Kurz nach dem Verlassen des Stausees wird der Hunyani im Manyamesee erneut gestaut.

## Ökologie
Zusammen mit dem 1975 gebauten Manyamesee (ehemals Darwendale-Damm) wurde das Gebiet um die See zu dem Ramsar-Schutzgebiet Lake Chivero and Manyame erklärt. An beiden Seen gibt es Freizeitparks, die als Pufferzonen zum Schutz der Stauseen dienen. Sie sind eines der sieben Ramsar-Gebiete Simbabwes.